# Circonscription de Birbir
La circonscription de Birbir est une des 121 circonscriptions législatives de l'État fédéré des nations, nationalités et peuples du Sud, elle se situe dans la Zone Gamo Gofa. Son représentant actuel est Degso Gonq Golo.